# Элькин, Адольфус Петер
Адольфус Петер Элькин (англ. Adolphus Peter Elkin ; 27 марта 1891, Западный Мейтленд, Новый Южный Уэльс, Австралия — 9 июля 1979, Сидней) — австралийский этнолог, антрополог, лингвист|, редактор.
Почётный доктор Сиднейского университета.

## Биография
Еврейско-немецкого происхождения. Сын торговца. После окончания школы работал в банках Нового Южного Уэльса, затем получил стипендию для учёбы в богословском колледже Святого Павла при Сиднейском университете, который окончил со степенью бакалавра гуманитарных наук в 1915 году.
Первоначально служил англиканским священником. Позже стал профессором антропологии Сиднейского университета.
Сыграл важную роль в исследовании культуры австралийских аборигенов, особенно тотемизма. Его основная работа — книга «Австралийские аборигены: как их понять» (The Australian Aborigines: How to Understand Them), изданная с 1938 года многими изданиями.
Элькин также редактировал антропологический журнал «Oceania». Он автор истории епархии Ньюкасла.

## Избранные публикации
- Studies in Australian Totemism, Melbourne 1933
- Studies in Australian Linguistics, Sydney, Australian National Research Council [ca. 1937]
- Social anthropology in Melanesia: a review of research, London, Oxford University Press 1953
- The Australian Aborigines: how to understand them, 3. ed., Sydney, Angus and Robertson, 1954. 5. ed., rev. — London u. a., Angus & Robertson 1979 Digitalisat des Reprints der Third Edition
- The diocese of Newcastle. A history of the diocese of Newcastle, N.S.W., Australia, Glebe, Australian Med. Publ. Co. 1955
- Arnhem Land Music <North Australia>, Sydney, University of Sydney [1953-57]
- Pacific Science Association. Its history and role in international cooperation, Honolulu, Bishop Museum Press 1961 (Bernice P. Bishop Museum special publication 48)
- Two Rituals in South and Central Arnhem Land, Sydney 1972
- Aboriginal men of high degree, 2. ed., St. Lucia 1977

## Источник
- Большая российская энциклопедия : [в 35 т.] / гл. ред. Ю. С. Осипов. — М. : Большая российская энциклопедия, 2004—2017.